# Александър Гротендик
Александър Гротендик (на немски: Alexander Grothendieck) е един от най-значителните математици на XX век, който допринася в голяма степен за пълното преобразуване на алгебричната геометрия. Освен това е и пацифист и поддръжник на екологията. През 1966 г. получава медала на Филдс.

## Биография
Александър е роден на 28 март 1928 в Берлин. Родителите му са анархисти. Баща му Александър Шапиро участва в революцията в Русия през 1905 г., осъден е на смърт, но поради младостта му присъдата е намалена на доживотен затвор. Бяга няколко пъти, като е ранен и ръката му е ампутирана. След гражданската война в Русия се премества в Германия и работи кото уличен фотограф. Майка му е родена в Хамбург журналистка, става анархистка и пише в леви вестници, няма официален брак и Александър носи нейната фамилия. След идването на власт в Германия на Хитлер те бягат във Франция, по-късно участват в Испанската гражданска война. През това време Александър Гротендик живее в Германия, но поради започналите преследвания на евреи там се налага неговото изпращане във Франция. Баща му загива в концлагер, а той заедно с майка си живее в лагер за интернирани немци. Започва да посещава лицей. След войната живее в Монпелие, където учи в университет. Налага му се да работи като гроздоберач, а майка ме като домашна прислужница. Иска да стане математиu и заминава за Париж, където се занимава с функционален анализ. Заминава за Нанси, където завършва дисертацията си за топологичното векторно пространство. 
До 1971 г. Александър Гротендик няма никакво гражданство, защото приемането на френско гражданство означава за него да приеме военната служба, на която той остава решителен противник. Заедно с Теодор Михалчев (от български произход) участва в създаването на Интернационала на противниците/противничките на военна служба в Германия (на немски: Internationale der Kriegsdienstgegner/innen). През 1953 г. получава предложение да работи в университета Сан Паоло в Бразилияя и работи там от 1953 до 1955 г. През 1955 г започва да работи в Канзаския университет, където губи интерес към функционалния анализ и започва да се занимава с алгебра, по специално с хомологична алгебра и алгебрична геометрия.
През 1958 г., която става по негови думи вай-плодотворна за него, започва да работи в основания през същата година Институт за висши научни изследвания (IHÉS) по покана на неговия основател и директор Леон Мочан и започва издаването на „Основи на алгебричната геометрия“ (Éléments de Géométrie Algébrique — ÉGA). Води и семинар по алгебрична геометрия. По време на социалните движения през 1968 година и майските събития във Франция през 1968 г, Гротендик забелязва, че неговите колеги математици не поддържат студентите, а правителството на Шарл дьо Гол и след като разбира, че институтът, в който работи е финансиран частично от френското правителство, и по-специално министерството на отбраната, напуска.
През 1973 добива преподавателско място в университета в Монпелие, където остава до пенсионирането си в 1988. 
Скоро след това, в 1990, се преселва до селцето Ласер, където живее без никакви социални контакти до смърта си в 2014. От началото на 80те години Гротендик престава да публикува свои работи, но пише внушително количество текстове, често смесващи математически прозрения и лични изживявания. След  спорове относно собствените му препочитания, тези на наследниците му и различни институции в 2017 започва публикуване и реадакционно оформление на оставеното ръкописмо наследство възлизащо на около 20 000 страници.